# Sophene
Sophene (orm.: Ծոփք - Tsopk) była prowincją królestwa armeńskiego i imperium rzymskiego. Pompejusz dał Sophene Tigranesowi Młodszemu, po pokonaniu jego ojca Tigranesa II. Sophene z czasem stała się częścią Imperium Rzymskiego, stając się prowincją. Stolicą była Amida. Około 54, rządził nią Gaius Julius Sohaemus. W 530 roku Sophene została włączona do prowincji Armenia.